# N304 (Frankrijk)
De N304 of Route nationale 304 is een voormalige nationale weg in Frankrijk. De weg liep oorspronkelijk ten oosten van Parijs, maar later in het zuiden van Frankrijk in het departement Ardèche.

## Geschiedenis
De N304 werd in 1933 gecreëerd, als onderdeel van de tweede ring van radiale wegen vanaf Parijs. De weg liep van Joinville-le-Pont, ten oosten van Parijs, via Rozay-en-Brie naar Esternay en was 162 kilometer lang. In 1949 werd de N304 samen met delen van de N303 en N34 bij de N4 gevoegd. Delen van deze weg zijn gedeclassificeerd tot de D4 en D604.

### Nieuwe N304
In 1990 werd het nummer van de N304 hergebruikt. Men wilde namelijk de nieuwe rondweg rond Parijs het nummer N104, maar dit nummer was al bezet. Daarom werd de oude N104 in 1990 omgenummerd tot N304. Deze weg liep van Loriol-sur-Drôme  via Privas naar Aubenas en was 46 kilometer lang. 
In 2006 werd de N304 overgedragen aan de departementen. De delen hebben daardoor nummers van de departementale wegen. De overgedragen delen van de N304 kregen de volgende nummers:
- Drôme: D104N
- Ardèche: D104

N1 · N2 · N3 · N4 · N5 · N6 · N7 · N9 · N10 · N11 · N12 · N13 · N14 · N15 · N17 · N19 · N19J · N20 · N21 · N22 · N24 · N25 · N27 · N28 · N31 · N33 · N34 · N36 · N37 · N41 · N42 · N43 · N44 · N47 · N49 · N51 · N52 · N57 · N58 · N59 · N61 · N61A · N65 · N66 · N67 · N70 · N77 · N79 · N80 · N82 · N83 · N85 · N86 · N87 · N88 · N89 · N90 · N94 · N98 · N100 · N102 · N104 · N105 · N106 · N109 · N112 · N113 · N116 · N118 · N118A · N118B · N122 · N123 · N124 · N125 · N126 · N129 · N134 · N135 · N136 · N137 · N138 · N141 · N142 · N145 · N147 · N149 · N150 · N151 · N154 · N157 · N158 · N159 · N162 · N164 · N165 · N166 · N171 · N174 · N175 · N176 · N182 · N184 · N186 · N186A · N186B · N188 · N191 · N192 · N201 · N202 · N205 · N209 · N216 · N221 · N224 · N225 · N227 · N230 · N237 · N244 · N248 · N249 · N250 · N254 · N265 · N274 · N282 · N296 · N301 · N303 · N306 · N314 · N315 · N316 · N320 · N324 · N330 · N337 · N338 · N346 · N353 · N356 · N363 · N385 · N388 · N401 · N406 · N410 · N416 · N425 · N431 · N440 · N441 · N444 · N446 · N449 · N481 · N486 · N488 · N489 · N520 · N524 · N532 · N537 · N542 · N543 · N568 · N569 · N572 · N580 · N814 · N844 · N1007 · N1012 · N1013 · N1014 · N1019 · N1021 · N1029 · N1031 · N1043 · N1050 · N1075 · N1083 · N1104 · N1113 · N1134 · N1135 · N1141 · N1154 · N1338 · N1547 · N1569 · N2028 · N2043 · N2057 · N2162 · N2249